# Listrognathus acheloma
Listrognathus acheloma är en stekelart som beskrevs av Henry Keith Townes, Jr. 1962. Listrognathus acheloma ingår i släktet Listrognathus och familjen brokparasitsteklar. Inga underarter finns listade i Catalogue of Life.